# Enderleinellus osborni
Enderleinellus osborni – gatunek wszy należący do rodziny Enderleinellidae, pasożytujący na wiewiórkowatych powoduje chorobę wszawicę. Typowym żywicielem jest wiewiórka Citellus douglasi.
Silnie spłaszczona grzbietowo-brzusznie. Samica składa  jaja zwane gniadmi, które są mocowane specjalnym "cementem" u nasady włosa. Rozwój osobniczy trwa po wykluciu się z jaja około 14 dni.
Występuje na terenie Ameryki Północnej.